# Cedrela odorata
Cedrela odorata är en tvåhjärtbladig växtart som beskrevs av Carl von Linné. Cedrela odorata ingår i släktet Cedrela och familjen Meliaceae. IUCN kategoriserar arten globalt som sårbar. Inga underarter finns listade i Catalogue of Life.